# Generál dominikánského řádu
Generál (též generální představený či magistr) je hlavou dominikánského řádu, jež založil španělský kněz Domingo de Guzmán - sv. Dominik. Volí jej generální kapitula (shromáždění zástupců provincií) tvořená bývalými generálními představenými (pokud jsou ještě na živu a schopni účasti), všemi provinciály a definitory (nebo jejich vikářem/sociem, pokud oni samotní se nemohou účastnit) a dalšími delegáty z jednotlivých oblastí. V současnosti je funkční období stanoveno na devět let a nikdo nemůže být zvolen opakovaně.
Prvním generálem se stal právě zakladatel řádu Domingo de Guzmán, který ale tento titul přijal formálně až v roce 1221, během zasedaní kapituly v Bologni, krátce před svou smrtí; prvním oficiálním generálem a zástupců provincií byl sv. Rajmund z Peňafortu. Mezi generály řádu se mohou počítat i dva svatí, sedm blahoslavených a jeden papež, dále četní ctihodní služebníci Boží, kardinálové a biskupové. Současným generálem je Bruno Cadoré.

## Dosavadní generálové
1. Svatý Dominik (1216–1221)
2. bl. Jordan von Sachsen (1222–1237)
3. Raymundo de Peñafort (1238–1240)
4. Johannes von Wildeshausen (1241–1252)
5. Humbert de Romans (1254–1263)
6. Giovanni da Vercelli (1264–1283)
7. Munio de Zamora (1285–1291)
8. Étienne de Besançon (1292–1294)
9. Niccolò Boccasini (1296–1298)
10. Albertus de Chiavari (1300)
11. Bernard de Jusix (1301–1303)
12. Aymericus Giliani (1304–1311)
13. Béranger de Landore (1312–1317)
14. Hervé de Nédellec (1318–1323)
15. Barnaba Cagnoli (1324–1332)
16. Hugh de Vaucemain (1333–1341)
17. Gerard de Daumar (1342)
18. Pierre de Baume (1343–1345)
19. Garin de Gy (1346–1348)
20. Jean de Moulins (1349–1350)
21. Simon de Langres (1352–1366)
22. Elias Raymond (1367–1380)
23. Raimondo delle Vigne (1380–1399)
24. Tommaso Paccaroni (1401–1414)
25. Leonardo Dati (1414–1425)
26. Barthélémy Texier (1426–1449)
27. Pierre Rochin (1450)
28. Guy Flamochet (1451)
29. Marcial Auribelli (1453–1462)
30. Conradus de Asti (1462–1465)
31. Marcial Auribelli (1465–1473)
32. Leonardo Mansueti (1474–1480)
33. Salvo Cassetta (1481–1483)
34. Bartolomeo Comazzi (1484–1485)
35. Barnaba Sansoni (1486)
36. Gioacchino Torriani (1487–1500)
37. Vincenzo Bandello (1501–1506)
38. Jean Clérée (1507)
39. Tommaso de Vio, řečený Cajetanus (1508–1518)
40. García de Loaysa (1518–1524)
41. Francesco Silvestri (1525–1528)
42. Paolo Butigella (1530–1531)
43. Jean du Feynier (1532–1538)
44. Agostino Recuperati (1539–1540)
45. Alberto de las Casas (1542–1544)
46. Francesco Romeo (1546–1552)
47. Stefano Usodimare (1553–1557)
48. Vincenzo Giustiniani (1558–1570)
49. Serafino Cavalli (1571–1578)
50. Paolo Constabile (1580–1582)
51. Sisto Fabri (1583–1589)
52. Ippolito Maria Beccaria (1589–1600)
53. Jerónimo Xavierre (1601–1607)
54. Agostino Galamini (1608–1612)
55. Serafino Secchi (1612–1628)
56. Niccolò Ridolfi (1629–1642)
57. Tommaso Turco (1644–1649)
58. Giovanni Battista de Marinis (1650–1669)
59. Juan Tomás de Rocaberti (1670–1677)
60. Antonio de Monroy (1677–1686)
61. Antonin Cloche (1686–1720)
62. Agostino Pipia (1721–1725)
63. Tomás Ripoll (1725–1747)
64. Antonin Bremond (1748–1755)
65. Juan Tomás de Boxadors (1756–1777)
66. Baltasar de Quiñones (1777–1798)
67. Pio Giuseppe Gaddi (1798–1819)
68. Joaquín Briz (1825–1831)
69. Francesco Ferdinando Jabalot (1832–1834)
70. Benedetto Maurizio Olivieri (1834–1835)
71. Tommaso Giacinto Cipolletti (1835–1838)
72. Angelo Ancarani (1838–1844)
73. Vincenzo Ajello (1844–1850)
74. Vincent Jandel, (1850–1872)
75. Giuseppe M. Sanvito, (1873–1879)
76. José Maria Larroca (1879–1891)
77. Andreas Frühwirth (1891–1904)
78. bl. Hyacinthe-Marie Cormier (1904–1916)
79. Ludwig Theissling (1916–1925)
80. Buenaventura García de Pabredes (1926–1929)
81. Martin Gillet (1929–1946)
82. Manuel Suárez (1946–1954)
83. Michael Browne (1955–1962)
84. Aniceto Fernández Alonso (1962–1974)
85. Vincent de Couesnongle (1974–1983)
86. Damian Byrne (1983–1992)
87. Timothy Radcliffe (1992–2001)
88. Carlos Azpiroz Costa (2001–2010)
89. Bruno Cadoré (2010–2019)
90. Gerard Timoner III (od 2019)